# Mukkuvar
Die Mukkuvar sind eine tamilische Kaste in Südindien und an den östlichen und nordwestlichen küsten Sri Lankas, die historisch eng mit der Fischerei, der Seefahrt, dem Muscheltauchen sowie mit der Piraterie an der Malabarküste verbunden war. Die meisten Mukkuvar sprechen einen älteren Tamil-Dialekt und sind in den Bundesstaaten Kerala und Tamil Nadu sowie an den Küsten Sri Lankas beheimatet. Die islamischen Konvertiten unter ihnen sind in Kerala unter dem Namen Mappila oder Mopla(h) bekannt. Sie sprechen Malayalam.

## Etymologie
Ihr Name leitet sich ab von tamilisch: muk / mung („Taucher“, vielleicht auch im Sinne von „versenken“), von mukku („Ecke“, d. h. Ecke oder Spitze der Landmasse) oder auch vom Sanskrit-Wort muchhuva („Fischer“). Wurden früher offenbar alle Küstenfischer der Region so genannt, bezog sich der Name im Laufe der Zeit immer stärker auf eine spezielle Gruppe, die von Mathew definiert als „community of marine fisher people professing Catholic religion living in the Kanyakumari district [in Tamil Nadu] and Thiruvananthapuram district [in Kerala]“.

## Fischerei als kulturprägendes Element
Die Mukkuvar leben in Dörfern in geringer Entfernung vom Küstensaum an einer besonders fischreichen Küste mit etwa 20.000 Fischarten. Die Fischerei hat ihre Kultur geprägt. Sie unterscheiden sich durch ihre Gebräuche und Rituale, nicht jedoch durch die angewandte Technik der großflächig miteinander verbundenen Netze (thattumadi) mit relativ großen Maschen und den Gebrauch von Katamaranen, von anderen seefahrenden (Hindu-)Gemeinschaften. Anders als andere maritime Gruppen jagen sie auch Haie. In Kerala leben etwa 120.000 Mukkuvar in diesen Fischerdörfern. Im Binnenland sind Mukkuvar häufig als Fischhändler tätig.

## Gesellschaftliche Struktur und soziale Stellung im Kastensystem
Die Mukkuvar sind traditionell in exogame Clans unterteilt, die als illam bekannt sind. In Kerala und Tamil Nadu folgten sie in einigen Gebieten einem matrilinearen Erbsystem, bei dem Besitz und sozialer Status über die weibliche Linie weitergegeben wurden. Diese Clans heißen cudis. Das System wurde nach Sri Lanka übertragen. Die Mukkuvar-Frauen verwalten dabei auch heute noch das Geldvermögen der Fischer und übertragen einen großen Teil ihres Besitzes an ihre Töchter bei deren Heirat als Mitgift, nicht mehr als Erbe – eine Folge kolonialer Gesetzgebung im 19. Jahrhundert.
Im Kastensystem Indiens und Sri Lankas nehmen die Mukkuvar je nach Region unterschiedliche Positionen ein. In einigen Teilen Sri Lankas gehören sie zu den dominanten Küstengemeinschaften und hatten historisch Einfluss in lokalen Verwaltungsstrukturen. In Indien werden die etwa 150.000 christlichen Mukkuvar jedoch als niedere und rückständige Kaste betrachtet und diskriminiert. Wegen der relativen Wohlstands einer neu entstandenen mukkuvarischen Mittelschicht und der Relevanz der Fischerei für die Ernährung des Hinterlands ging die soziale Absonderung der Gruppe in neuerer Zeit jedoch zurück; ein Teil der katholischen Mukkuvar sympathisiert sogar mit den Hindu-Nationalisten.
Die Mukkuvar im Distrikt Batticaloa im Osten Sri Lankas haben ein eigenes Zivilrecht mit komplexer Kasuistik, das das matriarchalische Erbrecht anerkennt. Kodifiziert wurde es unter der holländischen Kolonialherrschaft im frühen 18. Jahrhundert und unter der englischen Herrschaft beibehalten.

## Kosmologie und Religion
Die Mukkuvar gehen von der Beseeltheit der gesamten Natur aus. See, Wind und Licht sind für sie göttlich, Krankheiten von Dämonen verursacht.
Die religiöse Zugehörigkeit der Mukkuvar ist jedoch vielfältig. In Sri Lanka sind über 80 Prozent der über 40.000 Mukkuvar Hindus, es gibt jedoch auch christliche (meist katholische, bereits zur portugiesischen Kolonialzeit im 16. Jahrhundert durch Franz Xaver missionierte) Gruppen sowie buddhistische Einflüsse. In Indien finden sich sowohl christliche und hinduistische als auch muslimische Mukkuvar-Gemeinschaften; unter letzteren befinden sich sowohl Sunniten als auch Schiiten. Die Konversion zum Islam war eine Möglichkeit, dem repressiven Kastensystem zu entkommen.
Die Religionsausübung trägt in beiden Ländern oft synkretistische, dabei aber konfliktreiche Züge: Neben den Marienkult tritt beispielsweise in Tamil Nadu die Verehrung der von Dämonen begleiteten Hindugöttin Eseki, der Urheberin allen Übels.

## Historische Bedeutung
Die Mukkuvar spielten eine wichtige Rolle in der Geschichte der Küstenregionen Südindiens und Sri Lankas. Sie dienten seit etwa dem 10. Jahrhundert als seeräuberische Krieger und Söldner in den lokalen Königreichen der Malabarküste, vor allem während der Chera-Dynastie und später im Fürstenstaat von Travancore. Seit dem 13. Jahrhundert siedelten sie auch in Sri Lanka, wo sie oft Grundbesitz erwarben und in vorkolonialen Zeiten zur Machtelite zählten. Dabei waren Heiraten mit zugewanderten Arabern üblich. Die Nachkommen aus diesen Ehen zählen heute zur Ethnie der srilankischen Moors, die außerhalb des Kastensystems stehen. Die Mukkuvar beeinflussten durch ihre maritimen Kenntnisse auch den Fernhandel und die Wirtschaft der Region. Durch die Überfischung der Meere und den Klimawandel sind die ökologischen Grundlagen der traditionellen Mukkuvar-Gemeinschaften stark gefährdet.